# Stigmaeus brevisetis
Stigmaeus brevisetis är en spindeldjursart som beskrevs av Charles Thorold Wood 1967. Stigmaeus brevisetis ingår i släktet Stigmaeus och familjen Stigmaeidae. Inga underarter finns listade i Catalogue of Life.